# باچکو گرادیشته
باچکو گرادیشته (به صربی: Bačko Gradište) یک روستا در صربستان است که در Bečej Municipality واقع شده‌است. باچکو گرادیشته ۵٬۴۴۵ نفر جمعیت دارد.

## خواهرخوانده
شهر تیسافولدوار خواهرخواندهٔ باچکو گرادیشته هست.